# Plymouth Rock

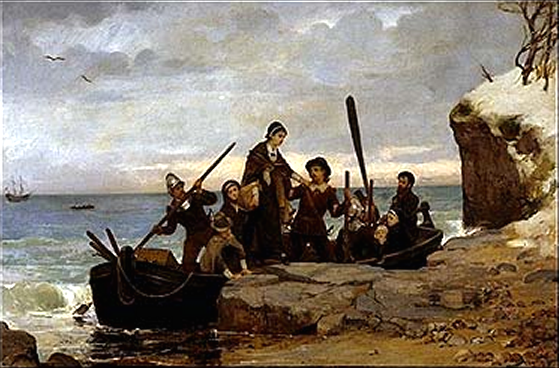
„The Landing of the Pilgrims“ von Henry A. Bacon (1877)

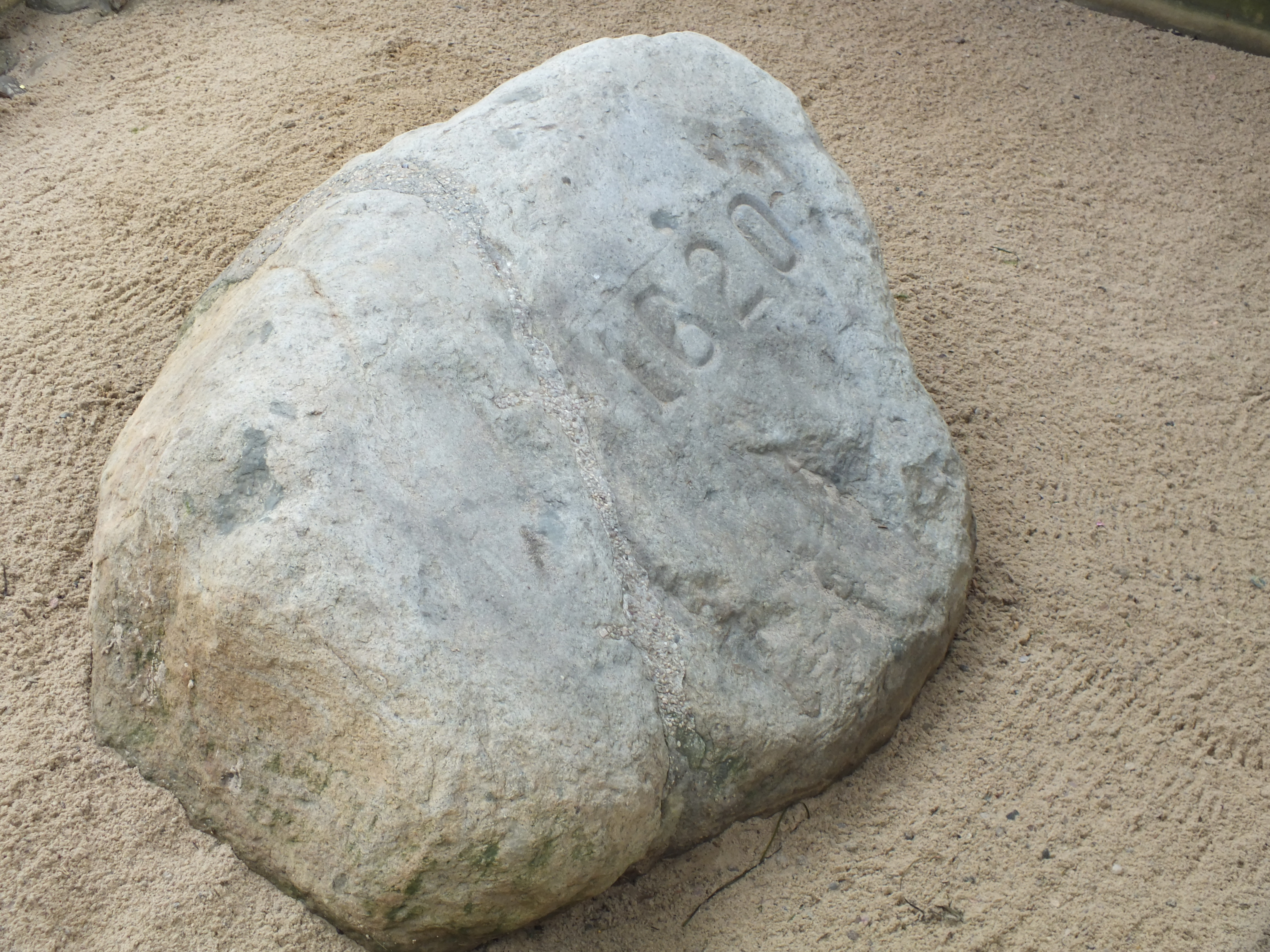
Der Felsen, an dem die ersten Pilger gestrandet sein sollen

Der Plymouth Rock wird traditionell als der Ort angesehen, an dem William Bradford und die anderen Pilgerväter, die auf der Mayflower in die neue Welt gesegelt waren, an Land gingen. Auch wenn sich der erste Hinweis auf den Felsen erst 121 Jahre nach der Landung findet, ist der Plymouth Rock ein wichtiger amerikanischer Erinnerungsort und seit 1970 im National Register of Historic Places eingetragen. Er befindet sich im Hafen von Plymouth, Massachusetts, umschlossen von einem von McKim, Mead, and White erbauten Denkmal, dem Plymouth Rock Monument. Die Landung der Pilger beim bzw. auf dem Plymouth Rock wurde von Henry A. Bacon 1877 in seinem Gemälde The Landing of the Pilgrims dargestellt. Malcolm X zitierte den Gründungsmythos in einer Rede mit den Worten: „We didn't land on Plymouth Rock. The rock was landed on us“ (englisch für „Wir landeten nicht auf Plymouth Rock, Plymouth Rock landete auf uns“). Dieses Zitat wurde auch in den Spielfilmen Malcolm X und So High erwähnt und stellt außerdem den Auftakt zur Szene "Anything Goes" im gleichnamigen Broadway-Musical Anything Goes dar.